# 창고지기

창고지기 퍼즐을 풀고 있다.

《창고지기》(Sōkoban, 일본어: 倉庫番 소코반[*])는 싱킹 래빗(シンキングラビット)에서 제작하여 1982년 12월에 발매한 컴퓨터용 퍼즐 게임이다. 1984년 5월 1일에는 아스키에서 MSX 버전 롬팩이 출시되었다.
플레이어는 미로처럼 생긴 지형에서 창고지기 캐릭터를 조종하여 블록을 지정된 장소로 옮겨야 한다. 창고지기 캐릭터는 블록을 밀 수만 있을 뿐 당길 수는 없기 때문에 신중하게 움직여야 한다. 잘못하면 블록이 구석에 박혀 어쩌지 못하게 되기도 한다. 블록을 한 번에 하나만 밀 수 있다는 점도 중요한 조건이다.
이 게임은 PSPACE-완전임이 증명되었다. 지뢰찾기가 NP-완전 문제인 것과 같이 퍼즐의 계산복잡도는 이론 전산학과 수학에서 주된 관심사이다.
이 게임은 MSX를 포함해 수많은 기종에 이식되었고, 다양한 변종이 있다.

## 같이 보기
- 논리 퍼즐
- 슬라이딩 퍼즐